# Генетички модификован организам
Генетски модификован организам (ГМО) је организам — биљни или животињски — на коме су при узгоју методом генетског инжењеринга унети гени неког другог организма. Унесени ген је познат под називом трансген, због чега се овакви организми још зову и трансгени организми. Закон о генетички модификованим организмима Републике Србије ГМО дефинише као: ”организам, осим људског, чија је генетичка основа промењена употребом технологије рекомбинантне ДНК”. Најчешће генетички модификовани организми су: кукуруз, соја, уљана репа, кромпир, памук и парадајз. Европско законодавство захтева да организми који су генетички третирани буду посебно означени. Постоје захтеви удружења потрошача да се ова област боље уреди и пропишу строжи услови код коришћења ГМО. Државе код којих је обавезно означавање ГМО: Србија, Филипини, ЕУ, Швајцарска, Аустралија, Нови Зеланд, итд. Државе код који није обавезно означавање ГМО: Русија, Канада, Аргентина, Бразил итд.
Генетички модификованим организмима (ГМО) је геном измењен на начин који је мало вероватно да би десио путем уобичајеног размножавања или природном рекомбинацијом постојећих гена у оквиру врсте, односно на начин који се никада не би догодио у природи. Генски конструкти којима се мења геном домаћина најчешће потичу од удаљених или сасвим несродних врста, чиме се губе границе у природном генском току измена генетичких информација. Према томе, ГМО у свом генетичком материјалу носе стабилно уграђене секвенце стране ДНК, које су присутне у једру (или у органелама) ћелија трансгене јединке и које се преносе на потомство према опћим законима наслеђивања.
Извори гена који се инкорпорирају у ДНК домаћина се налазе у биљном свету, као и међу микроорганизмима, инсектима и осталим животињама, укључујући и људе, а с обзиром на групу којој припадају, може се говорити о генетички модификованим микроорганизмима, биљкама или животињама.
Генетички модификовани организми су први пут добијени седамдесетих година 20. века. Прву медицинску примену имали у производњи људског инсулина заменивши тако, раније уобичајену, а недовољну производњу говеђег хормона. Међутим, иако је овим спречена велика фармакотерапијска несташица, генетички модификовани организми нису изазвали пажњу шире јавности, јер су на једноставан и незапажен начин уведени у медицинску, пољопривредну и свакодневну употребу. Пажњу и страховање, ГМО су привукли тек након употребе продуката крви контаминираних вирусима HIV-а и хепатитиса Б, што је довело и до првих жртава. Нешто новији страхови су дошли са појавом епидемије „крављег лудила“. Иако ГМО истински нису били повезани са овим случајевима, у јавности се појавило зазирање (које и данас траје) од ГМО и генетичких манипулација уопште.

## Конструкција ГМО
Генетички модификовани организми (ГМО) се добијају поступком који је познат као генетичко инжењерство или технологија рекомбинантне ДНК, која обухвата скуп метода којима се преносе активни гени у неки организам у циљу производње организама са новим својствима, која се не могу добити природним рекомбинацијама.
Технике, које се користе за унос стране ДНК у организам домаћина могу бити класифициране као директне: биолистика, електропорација, микроинјектирање, макроинјектирање и индиректне, помоћу Agrobacterium tumefaciens. Трансгене биљке или животиње обично носе секвенцу стране ДНК, величине неколико хиљада базних парова, која садржи 2–4 функцијска гена са одређеним регулацијским секвенцама. Цели овај „ДНК-уметак“ износу свега око милионитог дела читавог генома модификоване ћелије третираног организма.
Генетичко инжењерство укључује примену савремених и високо софистицираних метода за увођење нових гена/својстава у микроорганизме, биљке и животиње. За разлику од других метода генетичких побољшања, примена ове технологије је стриктно регулирана, због чега генетички модификовани организми или храна која је добијена од ГМО, односно која садржи супстанце које потичу из ГМО, могу бити стављени на тржиште искључиво након што су ауторизирани према прописаној легислативној процедури. Овај поступак се заснива на научном приступу процене ризика који представљају за здравље људи, животну средину и биоразноликост.

## Предности и ризици гајења ГМО
Одмах након појаве првих ГМО, отворена су многа питања етичке и техничко-технолошке нарави, која стижу са овом технологијом и на њој заснованој индустрији. Генетика је тако, од науке којом се некада ексклузивно бавила релативно малобројна научна заједница, постала тема за дискусију разноврсних (не)интересних група: компетентних, некомпетентних, професионалаца, аматера, заљубљеника, сензационалиста, умерених, горљивих, опрезних, радозналаца. Подела мишљења је неминовна и она је у људској природи, али је мало тема које су у новије време тако снажно поделиле светску јавност на присталице и огорчене противнике узгоја ГМО и кориштења њихових производа.
Према првима, реч је о револуционарном кораку за добробит човечанства, јер они виде ГМО храну као аргумент са великим потенцијалом и од велике важности у борби против неодговарајуће исхране, глади и потхрањености (од које пати сваки 3. становник планете) за убрзано растућу популацију људи у свету. Притом се наглашава чињеница да даље повећање производње хране мора доћи из повећаних приноса на ограниченим земљишним површинама, пошто су крајњи генетички потенцијали за повећавање приноса најзначајнијих култивираних биљака и животиња већ скоро досегнути у уобичајеним облицима селекције и да се површине најплоднијег пољопривредног земљишта стално смањује услед урбанизације, индустријализације и изградње инфраструктуре за развој комуникација, а крчење и експанзија пољопривреде на новим земљиштима изазива озбиљне штете у ионако крхким екосистемима. Ти фактори истовремено утичу и на уочљиве климатске промене широм света.
Као одговор на постојећу кризу у снабдевању прехрамбеним потрепштинама, већ средином 90-тих година прошлог века, као директни резултат напредака у генетичком инжењерству, појавила се прва генерацију нових генетички модификованих биљака толерантних према неким тоталним хербицидима и отпорних према појединим штеточинама и вирусима, као и са побољшаним приносом; данас већ убрзано ради на даљем истраживању и постепеном увођењу друге и треће генерације генетички модификованих биљака са побољшаним нутритивним квалитетом и новим технолошким и другим својствима, као што су толерантност на сушу, заслањеност и ниску плодност земљишта, те отпорност на стрес, као и одложено зрење плодова воћа, што отвара нове могућности за савладавање познатих ограничења тропске пољопривреде, а све у сврху производње већих количина што квалитетније хране. Интензивно се истражују и могућности стварања нових трансгених биљака које би могле обезбедити храну која је обогаћена новим хранљивим састојцима, па чак и такву која би истовремено била и лек.
Насупрот њима, противници ГМО технологије, овакву производњу сматрају потенцијалном и сасвим реалном опасношћу, која прети животном окружењу, а може и створити непредвидиве и/или монструозне организме. ГМО храну сматрају и недовољно усавршеном и испитаном у вези са могућим утицајима на људско здравље и животно окружење и истичу опасност од ризика на границама које су „природна или божанска рука” поставиле. Тако су према њима ГМО нови производи који ван лабораторија могу угрозити природне екосистеме, можда чак и нехотице. Такође истичу да би потрошачи широм света требали имати више права да сами процене користи од прихватања ГМО хране у односу на могуће ризике, како они не би били ти који само преузимају ризик, док произвођачи и/или мултинационалне снабдевачке компаније жању добит. Међутим, у већини земаља, постоје строга законска ограничења у вези са конструкцијом и потрошњом ГМО и на њима засноване производње.
На почетку текућег миленија, када је пољопривреда досегнула још једну прекретницу у историји, наговештавајући значајне и узбудљиве могућности покретања нове зелене револуције, чему су данас сведоци стотине милиона људи, транспарентна, прецизна и објективна процена користи и ризика у вези са употребом ГМО технологије мора бити доступна најширој јавности. Такође, етичка одговорност научника мора бити много више изражена, као и комуницирање о њиховим проналасцима на начин који може бити разумљив лаицима, при чему сами научници, као и разне научне асоцијације морају одиграти највећу улогу у области образовања целокупне јавности о ГМО технологији и њеним последицама.
Поред свих дилема, непобитна је чињеница да се акумулирњем знања овладало још једном техником која помаже човечанству да продре у суштину гена и генетичке информације. Чињеница је и то да достигнут ново знања омогућава да потире, или помера природне законитости и постављене границе у хоризонталном пријеносу гена, односно размени генетичких информација између врста. Као и свака изненађујућа новоосвојена научна и технолошка иновација, биотехнологија има своје добре стране, али и потенцијалне несагледиво негативне последице. Због тога је од огромног значаја што свеобухватнија и квалитетнија контрола ове технологије.

## Развој технологије у производњи ГМО
Први генетички модификовани организам који је званично одобрила надлежна америчка агенција (ФДА) за комерцијализацију у САД (18. маја 1994), био је „Флавр Савр“ – хибрид парадајза којег је произвела компанија Калген из Калифорније, са унесеним страним геном који омогућава дуже чување након бербе. У току последњих двадесетак година, фармери су константно повећавали гајење ГМ усева у двоцифреним стопама годишњег пораста приноса. Укупне површине под ГМ усевима у свету су порасле за више од 70 пута, у првих 12 година комерцијализације, што ГМ усеве чини најбрже усвојеном технологијом усева у историји. Током 2007. прекорачена је баријера од 110 милиона хектара под ГМО, пошто је по први пут више од 12 милиона фармера у 23 земље света засејало 114,3 милиона хектара ГМ усева, што је пораст за 12% или 12,3 милиона хектара, у односу на 102 милиона хектара које су 10,3 милиона фармера у 22 државе засијали у 2006. години.
Тако висока стопа усвајања ГМ усева у свету је потврда поверења милиона узгајивача у ове усеве и у индустријским и у земљама у развоју. Такође, важно је истаћи да више од половине укупне популације од преко седам милијарди људи живи у 23 земље где се узгајају ГМ усеви, те да се више од половине (од укупно 1,5 милијарди хектара) обрадивих површина под усевима у свету налази у 23 државе у којима су у 2007. одобрени и узгајани ГМ усеви. Значајан је и податак да 114,3 милиона хектара под ГМ усевима који су гајени у 2007. години представља 8% од 1,5 милијарду хектара укупних земљишних површина под усевима у свету.
Површине и врсте ГМ усева у 2007. години у појединим државама
| Држава       | Површина (милиони хектара) | ГМО                                                          |
| САД          | 57,7                       | Соја, кукуруз, памук, уљана репица, тиквице, папаја, луцерка |
| Аргентина    | 19,1                       | Соја, кукуруз, памук                                         |
| Бразил       | 15                         | Соја, памук                                                  |
| Канада       | 7                          | Уљана репица, кукуруз, соја                                  |
| Индија       | 6,2                        | Памук                                                        |
| Кина         | 3,8                        | Памук, парадајз, петунија, папаја, слатка паприка            |
| Парагвај     | 2,6                        | Соја                                                         |
| Јужна Африка | 1,8                        | Кукуруз, соја, памук                                         |
| Уругвај      | 0,5                        | Соја, кукуруз                                                |
| Филипини     | 0,3                        | Кукуруз                                                      |
| Аустралија*  | 0,1                        | Памук                                                        |
| Шпанија      | 0,1                        | Кукуруз                                                      |
| Мексико      | 0,1                        | Памук, соја                                                  |
| Колумбија    | <0,1                       | Памук, Каранфил                                              |
| Чиле         | <0,1                       | Кукуруз соја, уљана репица                                   |
| Француска    | <0,1                       | Кукуруз                                                      |
| Хондурас     | <0,1                       | Кукуруз                                                      |
| Чешка        | <0,1                       | Кукуруз                                                      |
| Португалија  | <0,1                       | Кукуруз                                                      |
| Немачка      | <0,1                       | Кукуруз                                                      |
| Словачка     | <0,1                       | Кукуруз                                                      |
| Румунија     | <0,1                       | Кукуруз                                                      |
| Пољска       | <0,1                       | Кукуруз                                                      |

Извор: Клајв Џејмс, 2007.